# Egon Zill
Egon Gustav Adolf Zill (28 mars 1906 à Plauen – 23 octobre 1974 à Munich) est un SS-Sturmbannführer allemand et commandant de camp de concentration.

## Biographie
Fils d'un brasseur de Plauen grièvement blessé pendant la Première Guerre mondiale, Zill quitte prématurément l'école pour devenir apprenti chez un boulanger afin d'apporter de l'argent à sa famille. Âgé de 17 ans, il s'enrôle dans le parti nazi et dans la SA, avant de rejoindre la SS à son retour dans sa ville natale. Il travaille ensuite comme gardien de sécurité dans une fabrique de rideaux et ce n'est qu'en 1934 qu'il travaille dans la SS à temps plein, servant comme gardien dans un petit camp de concentration à Chemnitz.
À partir de cette période, Zill travaillera dans de nombreux camps de concentration. Il opéra d'abord à Lichtenburg en tant que gardien avec son futur commandant Arthur Rödl, puis à Dachau, Ravensbrück et Hinzert, où il occupa divers postes. Son premier commandement de camp fut celui de Natzweiler-Struthof puis celui de Flossenbürg de septembre 1942 à avril 1943, lorsqu'il est remplacé par Max Koegel en raison de son inefficacité,. Il fut envoyé sur le Front de l'Est en 1943 pour des affaires de corruption,.
Condamné après la guerre à la réclusion à perpétuité par un tribunal de Munich, la peine fut réduite en appel à quinze ans en 1955. Après sa libération, Zill s'installa à Dachau où il mourut en 1974.